# Gydský poloostrov
Gydský poloostrov (rusky Гыданский полуостров, Gydanskij poluostrov) je poloostrov na severním pobřeží západní Sibiře v asijské části Ruska.

## Poloha a přírodní vlastnosti
Poloostrov o rozloze přibližně 160 000 čtverečních kilometrů leží v severní části Západosibiřské roviny na pobřeží Karského moře, okrajového moře Severního ledového oceánu. Na západě jej ohraničuje Obský záliv a Tazovská zátoka, na východě Jenisejský záliv. V severní části je Gydský poloostrov rozdělen na dvě části Gydským zálivem. V severojižním i v západovýchodním směru má poloostrov délku přibližně 400 kilometrů. Povrch je kopcovitý.
Nejvýznamnějšími řekami jsou 479 kilometrů dlouhý Juribej ústící do Gydského zálivu a 521 kilometrů dlouhá Tanama ústící do Jeniseje.
Podnebí je pro lidi nepříznivé: průměrná lednová teplota je −26 °C až −30 °C, červencová +4 °C až +11,5 °C. Převažuje tundra, pouze v jižní části je řídká lesotundra.

## Osídlení a hospodářství
Ze správního hlediska je poloostrov částečně v Jamalo-něneckém autonomním okruhu (západní a severní část) a částečně Krasnojarském kraji (jihovýchodní část). Je jen velmi řídce osídlen – na celém poloostrově žije jen přibližně 7 000 lidí. Jediné dvě trvale obydlené vesnice jsou Antipajuta u Tazovské zátoky a Gyda u Gydského zálivu. Většinu obyvatelstva tvoří (polo)kočovní Něnci živící se lovem soba polárního. Zejména v západní části poloostrova bylo nalezeno několik ložisek zemního plynu, která ovšem zatím nejsou těžena. Dne 12. prosince 2022 společnost Novatek oznámila nález nového pole s ložisky plynového kondenzátu s vytěžitelnými zásobami zemního plynu 52 miliard metrů krychlových.
Na jaře 2021 byla na poloostrově otevřena za pomoci Ruské geografické společnosti a Gydanského národního parku turistická trasa po poloostrově, která do oblasti má nalákat turisty.